# Karl Scheydt
Karl Scheydt, né le 3 mai 1940, et mort le 30 avril 2009 est un acteur allemand.

## Biographie
Scheydt joue dans une quinzaine de films de Rainer Werner Fassbinder. Il tient le rôle principal, celui du truand Ricky dans Le Soldat américain. Par ailleurs il a collaboré à l'équipe technique dans plusieurs films de Fassbinder, étant occasionnellement régisseur, ingénieur du son, éclairagiste et décorateur.

## Filmographie
- 1970 : Le Voyage à Niklashausen de Rainer Werner Fassbinder : Un bourgeois de Niklashausen
- 1970 : Le Soldat américain de Rainer Werner Fassbinder : Ricky
- 1971 : Prenez garde à la sainte putain de Rainer Werner Fassbinder : Manfred
- 1972 : Le Marchand des quatre saisons de Rainer Werner Fassbinder : Anzell
- 1972 : Huit heures ne font pas un jour de Rainer Werner Fassbinder : Peter
- 1973 : Gibier de passage de Rainer Werner Fassbinder : Un policier
- 1974 : Effi Briest de Rainer Werner Fassbinder : Kruse, le palefrenier
- 1974 : Martha de Rainer Werner Fassbinder : Un convive à la table de mariage
- 1974 : Tous les autres s'appellent Ali de Rainer Werner Fassbinder : Albert
- 1975 : Le Droit du plus fort de Rainer Werner Fassbinder : Klaus
- 1977 : La Femme du chef de gare de Rainer Werner Fassbinder : Un gardien de prison
- 1978 : L'Année des treize lunes de Rainer Werner Fassbinder : Christof, l'amant d'Elvira
- 1978 : Le Couteau dans la tête (Messer im Kopf) de Reinhard Hauff